# Xã Tomahawk, Quận Searcy, Arkansas
Xã Tomahawk (tiếng Anh: Tomahawk Township) là một xã thuộc quận Searcy, tiểu bang Arkansas, Hoa Kỳ. Năm 2010, dân số của xã này là 574 người.